# GMC Never Say Never Moment della settimana
Il GMC Never Say Never Moment della settimana è il riconoscimento dato alla squadra o al giocatore della NFL per il miglior momento o gioco della settimana che rappresenta determinazione e perseveranza.
Creato a partire dalla stagione regolare 2010, ha come sponsor ufficiale la GMC.

## Vincitori di ogni settimana della stagione regolare 2013
| Settimana    | Vincitore |
| ------------ | --- |
| Settimana 1  | Brian Cushing fa un intercetto ritornandolo in touchdown contro i San Diego Chargers. |
| Settimana 2  | EJ Manuel realizza un TD su passaggio decisivo per la vittoria contro i Carolina Panthers. |
| Settimana 3  | Ryan Tannehill con 236 yard su lancio, 2 TD e un intercetto porta nell'ultimo minuto i Miami Dolphins a rimontare e poi a vincere la partita contro gli Atlanta Falcons.                                                                |
| Settimana 4  | Richard Sherman con la sua squadra in svantaggio di sette punti nei minuti finali contro gli Houston Texans intercetta un passaggio di Matt Schaub ritornandolo per 58 yard in TD e pareggiando la partita, poi vinta ai supplementari. |
| Settimana 5  | Peyton Manning realizza 5 TD nella vittoria contro i Dallas Cowboys. |
| Settimana 6  | Tom Brady realizza il TD decisivo a 7 secondi dalla fine della partita contro gli imbattuti New Orleans Saints. |
| Settimana 7  | Mario Williams porta la sua squadra ad avere il field goal decisivo per la vittoria, grazie al suo fumble forzato tramite il sack su Ryan Tannehill dei Miami Dolphins.                                                                 |
| Settimana 8  | Matthew Stafford realizza il TD su corsa decisivo a 12 secondi dalla fine della partita contro i Dallas Cowboys. |
| Settimana 9  | Russell Wilson con la sua squadra recuperano un deficit di 21 punti (record della franchigia), vincendo all'overtime la partita contro i Tampa Bay Buccaneers.                                                                          |
| Settimana 10 | Luke Kuechly emerge con 11 tackle e un sack nella vittoria dei Carolina Panthers sui san Francisco 49ers. |
| Settimana 11 | Cam Newton guida alla vittoria i Carolina Panthers su un'azione da 83 yard nell'ultimo quarto contro i New England Patriots. |
| Settimana 12 | Tom Brady guida la rimonta di 24 punti sui Denver Broncos, portando i Patriots all'overtime e infine alla vittoria. |
| Settimana 13 | Adrian Peterson, con le sue corse aiuta i Vikings ad evitare il secondo pareggio consecutivo, raggiungendo la posizione utile per il field goal decisivo per battere all'overtime i Green Bay Packers.                                  |
| Settimana 14 | Joe Flacco passa il touchdown della vittoria al rookie Marlon Brown a 4 secondi dal termine contro i Vikings. |
| Settimana 15 | Justin Tucker realizza tutti i 18 punti dei Ravens compreso un field goal dalle 61 yard, nella vittoria contro i Detroit Lions. |
| Settimana 16 | Tony Romo lancia il touchdown della vittoria contro i Washington Redskins. |
| Settimana 17 | Aaron Rodgers passa il touchdown della vittoria a Randall Cobb a 38 secondi dal termine contro i Chicago Bears. |

## Vincitori di ogni settimana della stagione regolare 2012
| Settimana    | Vincitore |
| ------------ | --- |
| Settimana 1  | Tony Romo con i suoi Dallas Cowboys batte i campioni in carica dei New York Giants con 3 touchdown su lancio.                                                                                    |
| Settimana 2  | Eli Manning batte i Tampa Bay Buccaneers completando 31 su 51 lanci per 510 yard con 3 touchdown e 3 intercetti.                                                                                 |
| Settimana 3  | Torrey Smith dei Baltimore Ravens realizza due touchdown importantissimi per la vittoria, un giorno dopo la tragica scomparsa del fratello, morto in un incidente.                               |
| Settimana 4  | Aaron Rodgers porta al successo per 28 a 27 i suoi Packers contro i Saints nell'ultima azione della partita.                                                                                     |
| Settimana 5  | Drew Brees supera il record di Johnny Unitas per aver totalizzato almeno un touchdown in 48 partite consecutive.                                                                                 |
| Settimana 6  | Peyton Manning porta i Denver Broncos a recuperare un deficit di 24 punti e a vincere la partita contro i San Diego Chargers per 35 a 24.                                                        |
| Settimana 7  | Victor Cruz con le sue 7 ricezioni per un totale di 131 yard e un TD nella vittoria contro i Washington Redskins.                                                                                |
| Settimana 8  | Jay Cutler con 19 lanci completati su 28 per un totale di 186 yard con un TD e un intercetto nella vittoria contro i Carolina Panthers.                                                          |
| Settimana 9  | Isaac Redman con le sue 26 corse per un totale di 147 yard con un TD nella vittoria contro i New York Giants.                                                                                    |
| Settimana 10 | Tony Romo con 19 lanci completati su 26 per un totale di 209 yard con due TD nella vittoria contro i Philadelphia Eagles.                                                                        |
| Settimana 11 | Aaron Rodgers conduce i Green Bay Packers alla vittoria con il suo lancio su Randall Cobb in TD, contro i Detroit Lions.                                                                         |
| Settimana 12 | Ray Rice dei Baltimore Ravens su un 4° down e 29 yard riesce a raggiungere il first down e a portare la sua squadra a fare il field goal della vittoria sui San Diego Chargers.                  |
| Settimana 13 | Charlie Batch dei Pittsburgh Steelers, recupera nell'ultimo quarto i 10 punti di svantaggio e vince la partita contro i Baltimore Ravens.                                                        |
| Settimana 14 | Kirk Cousins dei Washington Redskins, completa 2 lanci su 2 per 26 yard con il touchdown che porta la sua squadra a recuperare e giungere alla vittoria nell'overtime contro i Baltimore Ravens. |
| Settimana 15 | Kirk Cousins dei Redskins, totalizza 329 yard su lancio con 2 TD nella vittoria contro i Clevenland Browns.                                                                                      |
| Settimana 16 | Calvin Johnson dei Detroit Lions supera il record di Jerry Rice per il maggior numero di yard (1.848) in una singola stagione.                                                                   |
| Settimana 17 | Adrian Peterson dei Minnesota Vikings supera le 2.000 yard di corsa in una singola stagione. |

## Vincitori di ogni settimana della stagione regolare 2011
| Settimana    | Vincitore |
| ------------ | --- |
| Settimana 1  | Clay Matthews dei Green Bay Packers ferma a tempo oramai scaduto sulla linea del touchdown il tentativo dei New Orleans Saints di fare il punto della vittoria. |
| Settimana 2  | Tony Romo dei Dallas Cowboys rientra dopo l'infortunio subito alle costole durante la partita e riesce a far vincere all'overtime i Cowboys.                    |
| Settimana 3  | Drew Brees dei New Orleans Saints conduce al recupero e poi alla vittoria con 3 touchdown nel secondo tempo nella partita contro gli Houston Texans.            |
| Settimana 4  | Andy Dalton dei Cincinnati Bengals guida la propria squadra nel secondo tempo nella partita vittoriosa contro i Buffalo Bills.                                  |
| Settimana 5  | Jason Campbell e gli Oakland Raiders nella strepitosa vittoria contro gli Houston Texans avvenuta il giorno dopo la morte del proprio owner Al Davis.           |
| Settimana 6  | Tom Brady a 2 minuti e 31 secondi dalla fine porta a la squadra a recuperare i 3 punti di svantaggio e a vincere con il touchdown finale.                       |
| Settimana 7  | Tim Tebow porta alla vittoria i Denver Broncos nell'ultimo quarto recuperando ben 15 punti e portando a la squadra al field goal della vittoria.                |
| Settimana 8  | I Baltimore Ravens nella super vittoria/rimonta di ben 21 punti sotto contro gli Arizona Cardinals.                                                             |
| Settimana 9  | Joe Flacco dei Baltimore Ravens porta la squadra a fare touchdown negli ultimo minuto della partita.                                                            |
| Settimana 10 | Tim Tebow dei Denver Broncos porta alla vittoria ancora una volta la sua squadra nell'ultimo quarto.                                                            |
| Settimana 11 | Tim Tebow dei Broncos porta alla vittoria per la 3a volta di fila la propria squadra contro i New York Jets.                                                    |
| Settimana 12 | Tim Tebow dei Broncos conduce la squadra al field goal poi decisivo nella vittoria all'overtime contro i San Diego Chargers.                                    |
| Settimana 13 | Aaron Rodgers dei Green Bay Packers conduce alla vittoria negli ultimi istanti della partita la propria squadra contro i New York Giants.                       |
| Settimana 14 | Tim Tebow dei Broncos conduce la squadra al field goal poi decisivo nella vittoria all'overtime contro i Chicago Bears.                                         |
| Settimana 15 | Calvin Johnson dei Detroit Lions con il touchdown di 6 yards a 38 secondi dalla fine porta a vincere la propria squadra contro gli Oakland Raiders.             |
| Settimana 16 | Gli Oakland Raiders nella vittoria all'overtime contro i Kansas City Chiefs.                                                                                    |
| Settimana 17 | Matt Flynn quarterback dei Green Bay Packers nella sua grande prestazione come riserva durante la partita contro i Detroit Lions.                               |

## Vincitori di ogni settimana della stagione regolare 2010
| Settimana    | Vincitore |
| ------------ | --- |
| Settimana 1  | I Pittsburgh Steelers nella vittoria all'overtime contro gli Atlanta Falcons. |
| Settimana 2  | La difesa dei Miami Dolphins per aver fermato nei momenti finali l'attacco dei Minnesota Vikings.                                                                                            |
| Settimana 3  | Leon Washington dei Seattle Seahawks ritorna ben 2 touchdowns su kickoff nella vittoria contro i San Diego Chargers.                                                                         |
| Settimana 4  | Roddy White che forza un fumble dopo che la palla era stata intercettata. La sua squadra vincerà poi con il field goal.                                                                      |
| Settimana 5  | Jason Campbell subentra a partita in corso porta a vincere gli Oakland Raiders contro i San Diego Chargers.                                                                                  |
| Settimana 6  | Deion Branch con una ricezione importantissima nel 4° tentativo porta a vincere i New England Patriots contro i Baltimore Ravens.                                                            |
| Settimana 7  | David Bowens dei Cleveland Browns con ben 4 intercetti nella partita. |
| Settimana 8  | Matthew Stafford ritornato dall'infortunio guida alla vittoria i suoi Detroit Lions. |
| Settimana 9  | Brett Favre porta a vincere all'overtime i Minnesota Vikings contro gli Arizona Cardinals.                                                                                                   |
| Settimana 10 | David Garrard dei Jacksonville Jaguars completa un lancio disperato in touchdown a 3 secondi dalla fine con il risultato di 24 a 24 contro gli Houston Texans.                               |
| Settimana 11 | Ryan Fitzpatrick dei Buffalo Bills lancia 3 touchdowns nel secondo tempo portando la sua squadra a recuperare e a vincere la partita contro i Cincinnati Bengals.                            |
| Settimana 12 | Malcolm Jenkins dei New Orleans Saints contro i Dallas Cowboys con il suo tackle decisivo in endzone.                                                                                        |
| Settimana 13 | Troy Polamalu dei Pittsburgh Steelers contro i Baltimore Ravens con il suo fumble forzato e poi recuperato da un suo compagno. Portando nell'azione successiva alla vittoria la sua squadra. |
| Settimana 14 | Alex Smith dei San Francisco 49ers contro i Seattle Seahawks ritornato a giocare titolare porta la sua squadra alla vittoria con 3 touchdowns.                                               |
| Settimana 15 | DeSean Jackson dei Philadelphia Eagles porta a vincere la sua squadra con il suo ritorno su punt contro i New York Giants.                                                                   |
| Settimana 16 | Tim Tebow dei Denver Broncos che nell'ultimo quarto realizza un touchdown su lancio e uno su una corsa di 6 yards portando a vincere la sua squadra contro gli Houston Texans.               |
| Settimana 17 | Nick Collins dei Green Bay Packers che fa un'intercetto decisivo nella vittoria sui Chicago Bears.                                                                                           |